# Шляхи слави
«Шляхи слави» (англ. Paths Of Glory) — кінофільм режисера Стенлі Кубрика, знятий в 1957 році. Екранізація твору, автор якого — Гамфрі Кобб. Дітям рекомендується перегляд спільно з батьками.
На 1 березня 2024 року фільм займав 63-тю позицію у списку 250 кращих фільмів за версією IMDb.

## Сюжет
Дія розгортається в 1916 році на Західному фронті. Вже два роки союзники намагаються переламати хід війни з німцями. Начальник корпусу генерал Брулар (Адольф Менжу) наказує дивізійному генералу Міро (Джордж Макреді) атакувати неприступну ворожу позицію, прозвану Мурашиним пагорбом. Виконання операції доручено полковнику Даксу (Кірк Дуглас), який командує піхотним полком. Провал операції очевидний спочатку, але коли атака закінчується повною невдачею, генерал наказує судити й розстріляти за боягузтво трьох людей, вибраних довільним чином. Полковник Дакс марно намагається захистити своїх солдатів. Вони віддали свої життя, щоб прикрити дурість і амбіції начальства.

## У ролях
| Актор           | Роль                 |
| --------------- | -------------------- |
| Кірк Дуглас     | полковник Дакс       |
| Ральф Мікер     | капрал Пилип Паріс   |
| Адольф Менжу    | генерал Жорж Брулар  |
| Джордж Макреді  | генерал Поль Міро    |
| Уейн Морріс     | Плейтенант Роже      |
| Річард Андерсон | майор Сен-Обан       |
| Джозеф Теркел   | рядовий П'єр Арно    |
| Еміль Мейєр     | батько Дюпре         |
| Берт Фрід       | Псержант Буланже     |
| Ким Діббс       | рядовий Лежан        |
| Тімоті Кері     | рядовий Моріс Фероль |
| Джон Стайн      | капітан Руссо        |

## Нагороди та номінації

### Номінації
- 1958 — Премія BAFTA
  - Найкращий фільм